# Arkadi Arkadjewitsch Babtschenko

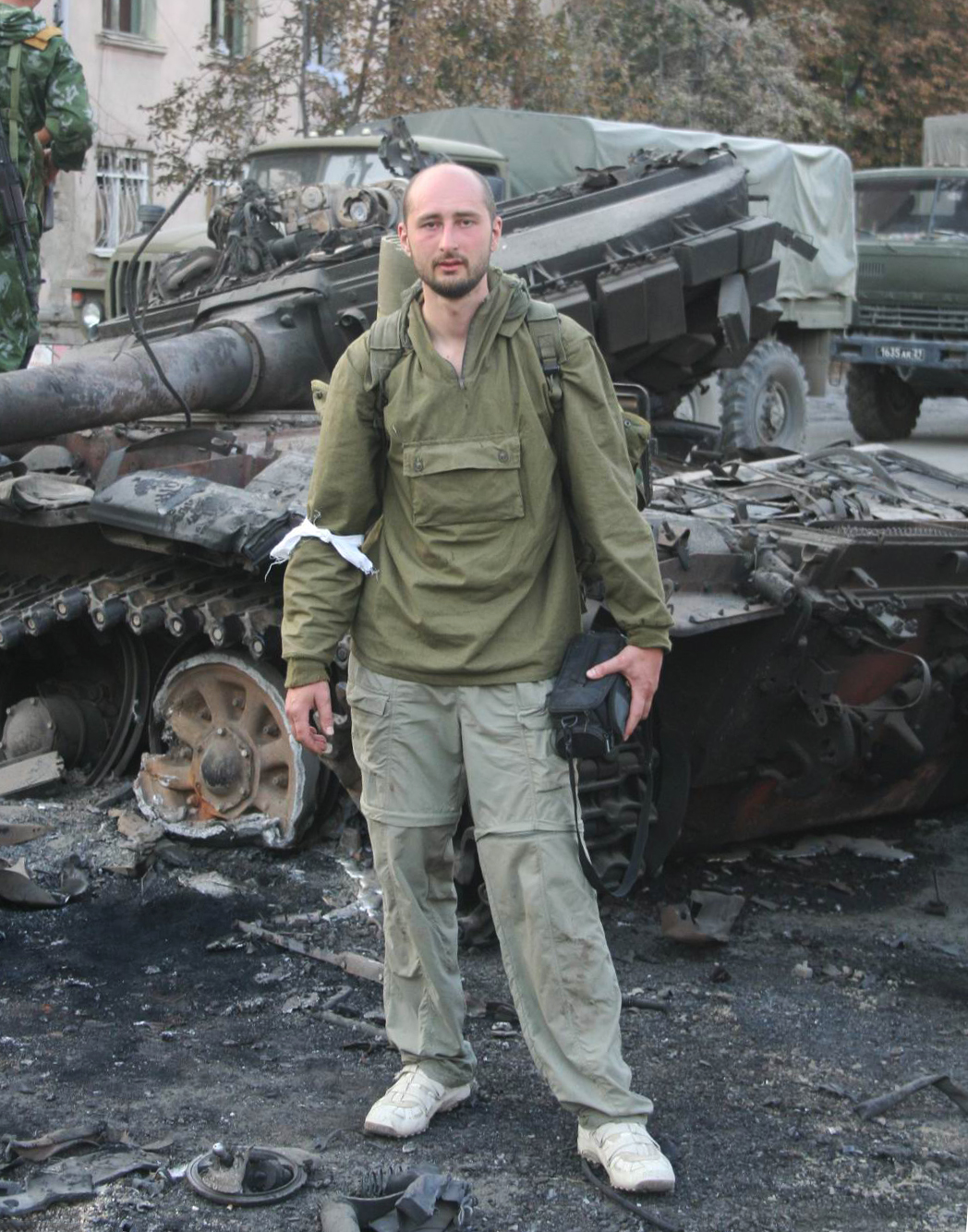
Arkadi Babtschenko, August 2008 in Zchinwali

Arkadi Arkadjewitsch Babtschenko (russisch Аркадий Аркадьевич Бабченко; * 18. März 1977 in Moskau) ist ein russischer Journalist (Kriegsreporter) und Buchautor.

## Leben
Babtschenko wurde mit achtzehn Jahren als Jurastudent zum Militärdienst in die russische Armee eingezogen und kämpfte 1995 im ersten Tschetschenienkrieg. Er kehrte 1997 heim und schloss sein unterbrochenes Studium ab. Nach dem Beginn des Zweiten Tschetschenienkriegs trat er erneut in die Armee ein und ging freiwillig in den Krieg. Seine Entscheidung erklärte er rückblickend damit, dass er an einer posttraumatischen Belastungsstörung litt und für Soldaten kein Therapieangebot existierte. Der Krieg sei für ihn damals wie eine Droge gewesen. Im Krieg sei die Welt schwarz-weiß und klar, zwischenmenschliche Beziehungen seien weniger komplex und jeder Soldat habe ein konkretes Ziel. 2000 kehrte Babtschenko in seine Heimatstadt Moskau zurück und wurde Journalist der Zeitung Nowaja gaseta.
Etwa ein Jahr nach seiner Heimkehr aus dem Zweiten Tschetschenienkrieg veröffentlichte Babtschenko ein Buch über seine Kriegserfahrungen und erlangte damit Bekanntheit in literarischen Kreisen in Russland und dann auch im Ausland. In dem Buch schilderte und verarbeitete er seine Erlebnisse, den schlechten bis desolaten Zustand der eigenen Truppe, den Schrecken des Tötens und die vielen Gräueltaten beider Seiten. Zum Beispiel widmete er ein Kapitel des Buches einer Gruppe von Soldaten, die kurz vor dem Verhungern stehen und deshalb ihren Hund, der die Soldaten begleitet, essen. 2001 wurde das Buch mit dem russischen Debüt-Preis für „Mut in der Literatur“ ausgezeichnet. 2007 erschien es in deutscher Übersetzung mit dem Titel Die Farbe des Krieges.
Im Kaukasuskrieg 2008 war Babtschenko als Kriegskorrespondent in Südossetien. Dort war er mit tschetschenischen Soldaten der russischen Armee zusammen, die um ein kleines Dorf kämpften. Als Kriegskorrespondent berichtete er auch über die Unruhen in Südkirgisistan 2010.
Babtschenko wird wie Alexander Karasjow und Sachar Prilepin zu den Vertretern des russischen Neuen Realismus des 21. Jahrhunderts gezählt und setzte die Tradition der „Leutnantsprosa“ der 1960er- und 1970er- sowie der Militärprosa der 1990er-Jahre fort.
Babtschenkos viertes Buch Ein Tag wie ein Leben wurde 2014 in deutscher Übersetzung veröffentlicht. Es enthält Beschreibungen von Schlachten, aber ein zentrales Motiv ist die Hilflosigkeit, Demütigung und Angst der Soldaten. In einer Erzählung beschreibt Babtschenko eine Landebahn in der Stadt Mosdok, die ein Zentrum für den Transit russischer Streitkräfte nach Tschetschenien war. Achtzehnjährige Soldaten treffen nach ihrer Grundausbildung hungrig und verletzt auf dem Stützpunkt ein und sehen zu, wie Hubschrauber silberfarbene Säcke mit Leichen hereinbringen und dann wieder mit jungen Soldaten an Bord abheben. Die Soldaten hoffen, dass sie so spät wie möglich an die Reihe kommen.
Im November 2015 wurde Babtschenko mit dem schwedischen Tucholsky-Preis ausgezeichnet.

## Positionen
Im Laufe seiner Dienstzeit im russischen Militär und seiner Tätigkeit als Kriegskorrespondent entwickelte Babtschenko eine Anti-Kriegshaltung. Er war zunehmend der Auffassung, dass junge Soldaten in den „Fleischwolf“ geworfen, unzureichend ausgebildet und ausgestattet werden. Babtschenko selbst hatte auf einem Schießplatz nur zwei Mal eine Waffe abgefeuert, bevor er als Achtzehnjähriger in den Krieg geschickt wurde. Er kritisiert vor allem die Methoden, die im Kampf zum Einsatz kommen, und das brutale Vorgehen gegen die Zivilbevölkerung. Seiner Auffassung nach hätte Russland Tschetschenien die Unabhängigkeit gewähren sollen. Die beiden Tschetschenienkriege, der Krieg in Georgien sowie der Krieg in der Ostukraine haben laut Babtschenko einen kolonialistischen Charakter.
Babtschenko ist überzeugt, dass Russland im Jahr 2011 die Chance verpasst habe, die Regierung gewaltfrei zu einem Kurswechsel zu bewegen: Nach Unregelmäßigkeiten und mutmaßlichem Wahlbetrug bei den Parlamentswahlen kam es zu Massendemonstrationen nach den russischen Parlamentswahlen 2011. Laut Babtschenko waren die Armee und Polizei zu dem Zeitpunkt nur bedingt regierungstreu. Dem Militär und der Polizei war bis dahin keine besondere Aufmerksamkeit geschenkt worden und die Gehälter von Soldaten und Polizisten waren vergleichsweise niedrig. Nach den Massenprotesten 2011 wurden enorme Summen investiert. Die Streit- und Polizeikräfte sowie die Nationalgarde seien seither streng regierungstreu und würden bedenkenlos jeden Befehl zur gewaltsamen Niederschlagung eines Volksaufstandes befolgen. Hätten die Demonstranten sich damals geweigert, die Straßen zu verlassen, bis ihre Forderungen erfüllt wurden – wie während der Orangen Revolution in der Ukraine 2004/05 und später während des Euromaidans 2013/14 –, hätte die Regierung nachgeben müssen. 2011 habe es noch eine echte Opposition gegeben. 2017 sei die russische Opposition stark zersplittert und von Tel Aviv bis nach New York verstreut.

## Exil
Im Februar 2017 verließ Babtschenko Russland und lebte zunächst in Prag im Exil und später in Kiew. Er ist ein Kritiker der Putin-Regierung und berichtete kritisch über die russische Beteiligung am Krieg im Donezbecken und den Militäreinsatz in Syrien. Seine Entscheidung, aus Russland auszuwandern, begründete er in einem Artikel in The Guardian damit, dass er sich in Russland nicht mehr sicher fühlte, nachdem er 2017 einen kritischen Beitrag über die russische Bombardierung von Aleppo auf Facebook geteilt hatte. Daraufhin wurde ihm ein Mangel an Patriotismus vorgeworfen, Duma-Abgeordnete und russische Staatsmedien forderten den Entzug seiner Staatsbürgerschaft, Ausweisung und Enteignung. Eine Petition wurde gestartet, die innerhalb von 24 Stunden 130.000 Unterschriften sammelte. Seine Wohnanschrift wurde veröffentlicht und „Besuch“ angekündigt, Babtschenko und seine Familie erhielten täglich Drohungen. Sogar ein Online-Spiel wurde geschaffen, bei dem Spieler „Feinde des Vaterlandes“ wie Babtschenko zusammenschlagen sollten. Die Boulevardzeitung LifeNews meldete ihn wegen vermeintlicher Vergehen bei der Polizei, zum Beispiel soll er ohne Ticket im Bus gesichtet worden sein, obwohl er in Russland als Kriegsveteran öffentliche Verkehrsmittel unentgeltlich nutzen durfte. Der russische Fernsehsender Tsargrad TV setzte Babtschenko auf die Liste der „Top 100 Russophoben“, obwohl er in zwei Kriegen für Russland gekämpft hatte. Nach eigenen Angaben verließ Babtschenko angesichts gewalttätiger Übergriffe auf Regierungskritiker durch unbekannte Täter das Land. Er machte Pläne, sofort auszureisen, verzögerte seinen Abflug jedoch, nachdem der Oppositionspolitiker Wladimir Kara-Mursa zum zweiten Mal vergiftet worden war. Die Nachricht, dass ein Strafverfahren gegen ihn geplant sei, bewegte Babtschenko schließlich dazu, sofort nach Prag zu reisen.

## Vorgetäuschter Mordanschlag

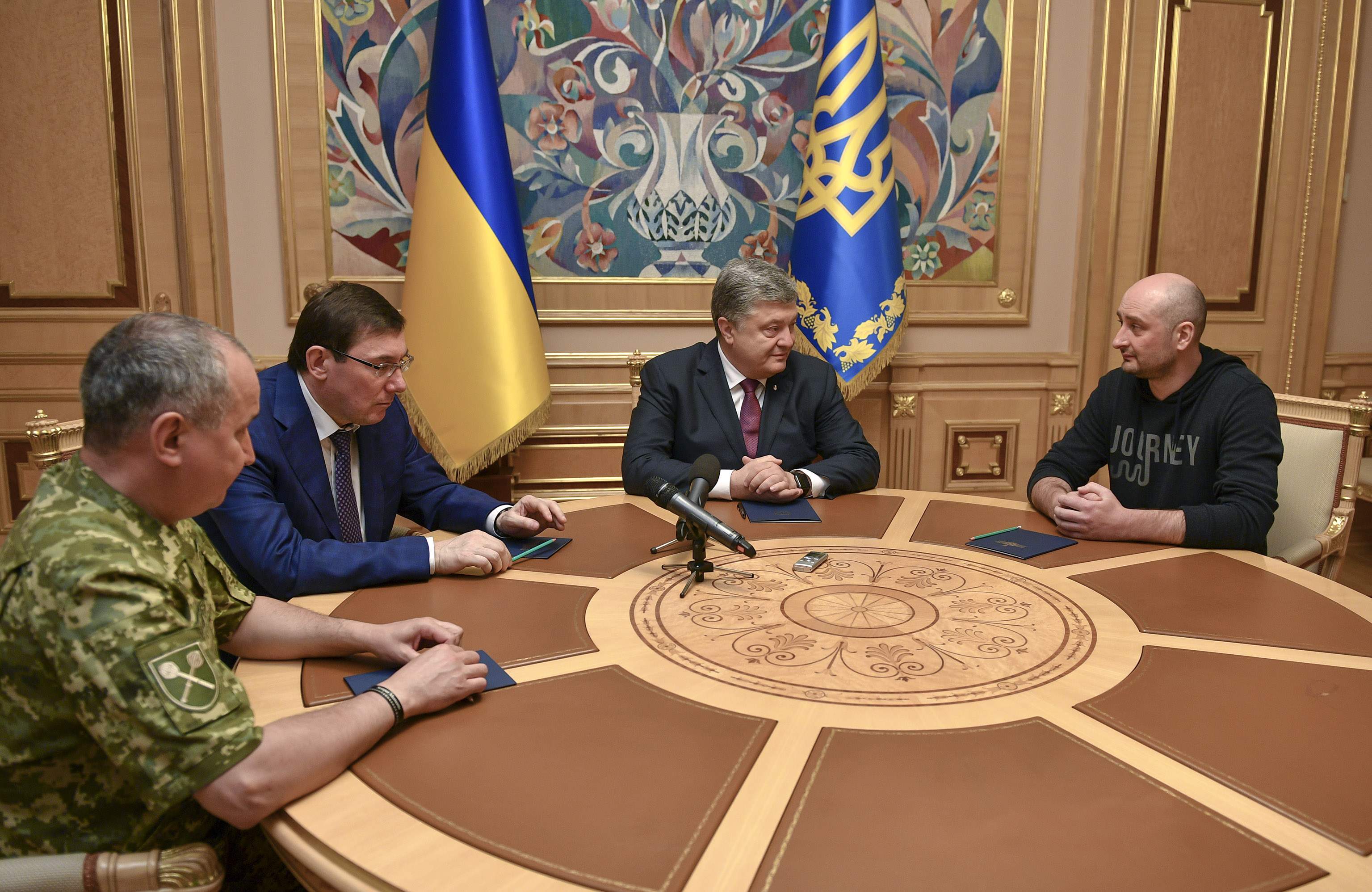
Babtschenko (rechts) mit dem ukrainischen Präsidenten Petro Poroschenko (Mitte), dem Geheimdienstchef Wassyl Hryzak (links) und dem Generalstaatsanwalt Jurij Luzenko (rechts daneben) am 30. Mai 2018

Am 29. Mai 2018 meldeten zahlreiche Medien mit Verweis auf Angaben der Polizei in Kiew die Ermordung Babtschenkos. Demnach sei Babtschenko von seiner Frau mit Schussverletzungen aufgefunden worden. Am 30. Mai teilte der ukrainische Geheimdienst SBU allerdings mit, Babtschenko lebe und seine Ermordung sei vom SBU vorgetäuscht worden, um angebliche Anschlagspläne des russischen Geheimdienstes zu enttarnen. Babtschenko sei einen Monat vor dem Vorfall vom SBU in die bereits länger laufende Aktion eingeweiht worden. Durch seine Mitarbeit habe eine Person verhaftet werden können und zudem sei der Auftraggeber identifiziert worden. Nach deren Verhaftung erschien Babtschenko auf einer Pressekonferenz, bedankte sich beim ukrainischen Sicherheitsdienst für die Vereitelung des Mordversuchs und entschuldigte sich für die Vortäuschung seines Todes. Die Täuschungsaktion wurde sowohl vom russischen Außenministerium als auch von Vertretern der OSZE und Reporter ohne Grenzen scharf kritisiert.

## Werke
- Die Farbe des Krieges. Übersetzt von Olaf Kühl. Rowohlt Verlag, Berlin 2007, ISBN 978-3-87134-558-6.
- Ein guter Ort zum Sterben. Übersetzt von Olaf Kühl. Rowohlt Verlag, Berlin 2009, ISBN 978-3-87134-641-5.
- Der Kreis des Krieges. (dt. Übers.) In: Lettre International, Ausgabe 93, 2011, S. 7/8.
- Ein Tag wie ein Leben. Vom Krieg. Übersetzt von Olaf Kühl. Rowohlt Verlag, Berlin 2014, ISBN 978-3-87134-765-8.
- Fernsehen lehrt Heimatliebe / Russischer Veteranentag. (dt. Übers.) In: Lettre International, Ausgabe 110, 2015, S. 138/139.
- Infantilismus als Staatspolitik. (dt. Übers.) In: Lettre International, Ausgabe 112, 2016, S. 134/135.
- Im Rausch. Russlands Krieg. Übersetzt von Olaf Kühl. Rowohlt Berlin, Berlin 2022, ISBN 978-3-7371-0177-6.